# Кропани
Кро̀пани (на италиански: Cropani) е малко градче и община в Южна Италия, провинция Катандзаро, регион Калабрия. Разположено е на 347 m надморска височина. Населението на общината е 4362 души (към 2010 г.).